# A la orilla del mar
A la orilla del mar (en polaco: Nad brzegiem morza) es una pintura al óleo de 1886 de la pintora polaca Anna Bilińska-Bohdanowicz. Está expuesta en el Museo Nacional de Varsovia, en Polonia.

## Descripción
La pintura muestra a una mujer joven de un pueblo pesquero, sentada en la arena con su hija pequeña. Se observa un velero sobre un mar tranquilo en la distancia. La pintura está dominada por tonos de gris.

## Análisis
Entre los años 1885 y 1886, Bilińska-Bohdanowicz acostumbraba dejar París y pasar sus vacaciones de verano en Pourville, Normandía. Durante este periodo, la artista sufrió una crisis nerviosa a causa de la reciente muerte de su padre y una amiga cercana – Klementyna Krassowska. A la orilla del mar es considerada una de sus mejores obras. La pintura representa una escena realista, una playa cerca del Canal de la Mancha, y transmite un sentido de profunda melancolía. La artista capturó no sólo la atmósfera gris y la vastedad del paisaje costero, sino también la compleja naturaleza de la maternidad. Las figuras de la madre y su hija, retratadas desde atrás, están separadas por la extensión del mar, lo cual es a menudo interpretado como un símbolo de luto después de la pérdida de un hijo.